# Фогт, Ларс
Ларс Фогт (нем. Lars Vogt; 8 сентября 1970, Дюрен, Северный Рейн-Вестфалия, ФРГ — 5 сентября 2022, Эрланген, Бавария, Германия) — немецкий пианист, музыкальный директор, дирижёр.

## Биография
Стал известен после получения второй премии на Международном конкурсе пианистов в Лидсе (1990). В 2003 году дебютировал в Карнеги-холле с Нью-Йоркским филармоническим оркестром под управлением Лорина Маазеля.
Осуществлял в Германии педагогический проект Рапсодия в школе.
Первым браком был женат на российском композиторе Татьяне Комаровой; вторым браком — на скрипачке Анне Резняк (трое детей от второго брака).
В феврале 2021 года у Фогта был диагностирован рак, но при этом он продолжал играть. Скончался 5 сентября 2022 года.

## Репертуар и творческие контакты
Фогт исполнял музыку Моцарта, европейских романтиков, произведения Мусоргского, Чайковского. Играл с крупнейшими оркестрами мира. Выступал вместе с Алексеем Любимовым, Сарой Чанг, Сабиной Майер, Юлией Фишер, Кристианом Тецлаффом, Томасом Квастхоффом и др.

## Признание
Премия Брамса, ЭХО-Классик (2004) и другие награды.